# سهيل شارما
سهيل شارما (9 نوفمبر 1989 في الهند - ) هو لاعب كريكت هندي.

## وصلات خارجية
- سهيل شارما على موقع إي آس بي آن كريك إنفو (الإنجليزية)